# Како (ни)је пропао рокенрол у Србији
Како (ни)је пропао рокенрол у Србији је књига Душка Антонића, објављена 2021. године. У књизи се налази низ Антонићевих есеја о српској рок сцени, као и листа 100 најбољих албума српске рок музике објављених након распада СФР Југославије. Листа је формирана на основу анкете 58 српских музичких новинара и критичара, уметника и других, слично анкети у књизи ЈУ 100: најбољи албуми југословенског рока и поп музике из 1998. године Антонића и Данила Штрпца.

## 100 најбољих српских албума објављених након распада СФРЈ

### Статистика

#### Певачи и групе са највише албума
- 4 Партибрејкерс
- 4 Никола Врањковић и Block Out
- 4 Darkwood Dub
- 4 Канда, Коџа и Небојша
- 4 Дисциплина кичме
- 3 Бјесови
- 3 Гоблини
- 3 Van Gogh
- 3 Обојени програм
- 2 Ева Браун
- 2 Горибор
- 2 ЈУ група
- 2 Казна за уши
- 2 Влада Дивљан All Star Band
- 2 Електрични Оргазам (укључујући саундтрек за филм Црни бомбардер)
- 2 Бајага и инструктори
- 2 Atheist Rap
- 2 Sunshine
- 2 Orthodox Celts
- 2 Ритам нереда
- 2 Јарболи
- 2 Ђорђе Балашевић

#### Најуспешније издавачке куће по броју албума
- 20 ПГП-РТС
- 15 Metropolis Records
- 10 Б92
- 10 Одличан хрчак
- 5 ИТММ
- 4 TIOLI
- 4 Аутоматик
- 3 Mascom
- 2 Long Play
- 2 Carlo Records
- 2 Hi-Fi Centar
- 2 Multimedia Music
- 2 Сорабиа Диск
- 2 Комуна
- 2 Hard Rock Shop

### Гласачи
Гласачи су били музички новинари, критичари, уметници блиско повезани са српском рок сценом и други. Сваки од њих је предложио двадесет српских рок албума објављених након распада СФРЈ Југославије за које је сматрао да су најбољи. Књига садржи кратке биографије сваког од њих и сваки по избору од двадесет албума. Листа је завршена према њиховој анкети.
- Душко Антонић - аутор, новинар, организатор фестивала
- Мухарем Баздуљ - писац, новинар, преводилац
- Милош Цветковић – новинар
- Милан Ћунковић – новинар
- Милорад Дунђерски - новинар, организатор концерата
- Немања Ђорђевић - фотограф
- Миша Ђурковић - политички и правни теоретичар, аутор
- Александар Гајић - аутор, политички аналитичар, бивши музичар
- Александар Гајовић - новинар, политичар
- Бранка Главоњић - новинар
- Саша Гочанин - новинар, директор TIOLI
- Иван Ивачковић - новинар, аутор
- Милош Ивановић - новинар, организатор концерата
- Предраг "Карло" Јакшић - аутор, бивши власник Карло
- Александар С. Јанковић - професор Факултета драмских уметности у Београду, рок критичар
- Јадранка Јанковић – новинар
- Петар Јањатовић - новинар, аутор
- Владимир "Влада Џет" Јанковић - радио водитељ, музичар, аутор
- Олга Кепчија – новинар
- Петар Костић – новинар
- Горан Кукић - новинар, аутор
- Ненад Кузмић - новинар
- Бранимир Локнер - новинар
- Иван Лончаревић - новинар и музички менаџер
- Андреа Магазин - новинар
- Игор Маројевић - писац, новинар, музичар
- Богомир Мијатовић - новинар, аутор
- Милорад Милинковић - редитељ, сценариста, романсијер, бивши музичар
- Милош Најдановић – новинар
- Александар Николић – новинар
- Срђан Николић - новинар
- Предраг Новковић - новинар
- Владислав Пејак - организатор концерта, музички менаџер
- Зоран Пановић - новинар, аутор
- Војислав Пантић - професор математике, новинар, уметнички директор Београдског џез фестивала
- Милош Павловић - новинар, преводилац
- Марина Пешић - концертни фотограф
- Милан Б. Поповић - песник, новинар
- Бранко Радаковић - мултимедијални уметник, редитељ, музичар
- Александар Раковић – историчар
- Марко Ристић - новинар, фотограф
- Иван Ст. Ризингер - новинар, аутор, бивши музичар
- Бранко Рогошић - новинар, аутор
- Зоран Рогошић - новинар, аутор
- Бранко Росић - новинар, романсијер, бивши музичар
- Владимир Самарџић - новинар, џез музичар
- Јована Станковић – новинар
- Мирослав Сташић - новинар, бивши музичар
- Горчин Стојановић - редитељ, новинар, аутор
- Данко Страхинић - фотограф
- Горан Тарлаћ - новинар, аутор
- Игор Тодоровић - новинар, организатор концерата, аутор, бивши музичар
- Анамарија Вартабедијан - сликарка, концертна фотографкиња, професорка Учитељске школе
- Давид Вартабедијан - сликар, графички дизајнер, новинар, аутор
- Јелена Влаховић - теоретичарка музике, новинарка
- Александар Жикић - новинар, аутор, бивши музичар
- Горан Живановић - новинар, аутор

## Корице од књиге
На корицама књиге налази се фотографија Романе Слачале из бенда Артан Лили.